# Nerqin Khndzoresk
Nerqin Khndzoresk (in armeno Ներքին Խնձորեսկ) è un comune di 321 abitanti (2010) della Provincia di Syunik in Armenia.